# Giuseppe Canale
Pour les articles homonymes, voir Canale.
Giuseppe Canale ou Joseph Canale, né en 1725 à Rome, et inhumé le 22 septembre 1802 à Dresde, est un dessinateur et un graveur italien à l'eau-forte.  

## Biographie
Giuseppe Canale est né en 1725 à Rome,,.
Il est le fils d'Antonio Canale (Canaletto). Jacob Frey lui apprend la gravure et il fréquente également l'école de Cavaliere Marco Benefial,. En 1751, il est invité à Dresde pour aider à la gravure des tableaux de la galerie, et il est nommé graveur à la Cour. Il y devient professeur de l'académie en 1765. En 1775, il publie à Londres une série de 119 eaux-fortes gravées d'après des dessins de maîtres anciens.
Il est inhumé le 22 septembre 1802 à Dresde.

## Œuvres

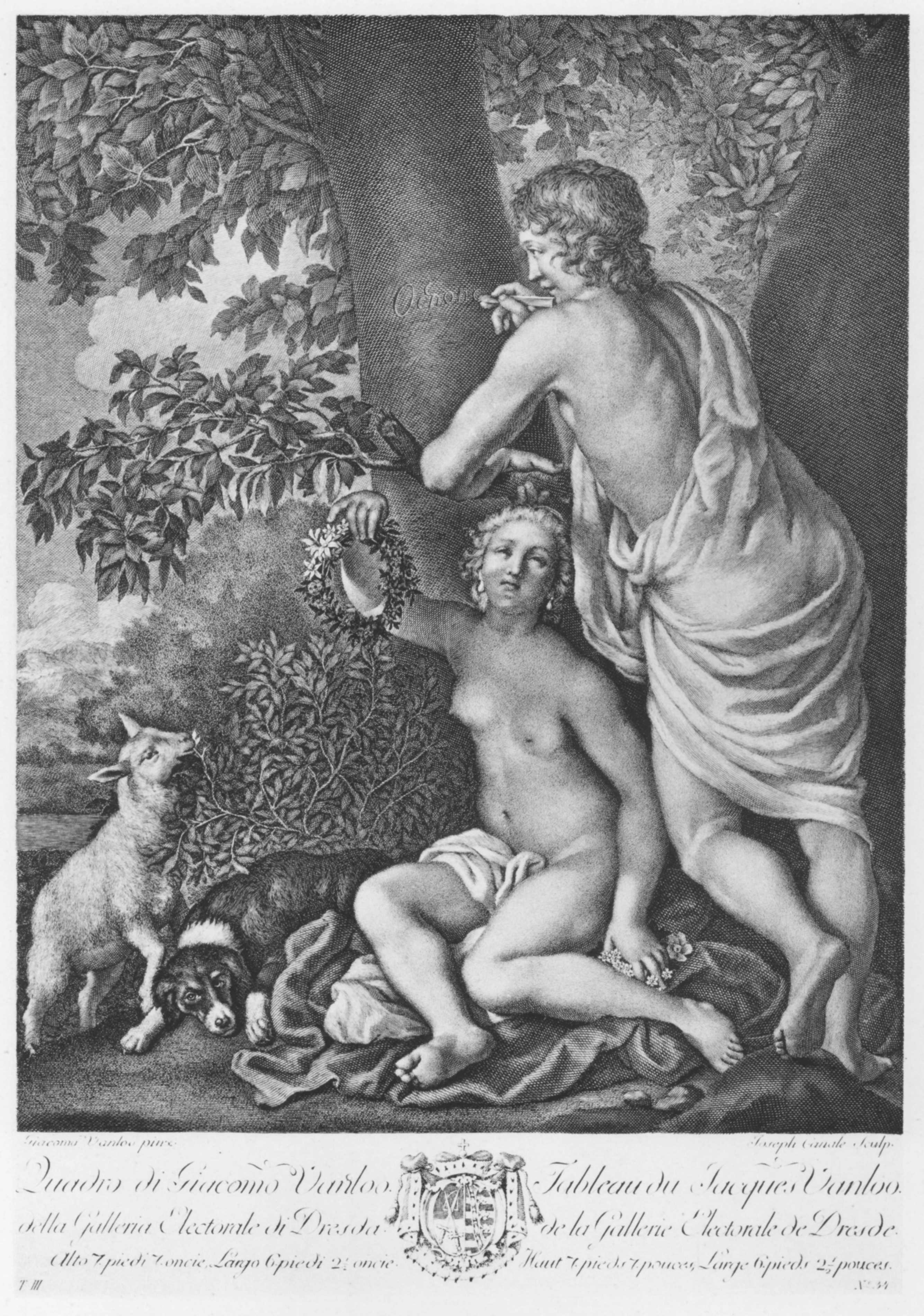
Gravure de Paris et Oenone par Giuseppe Canale, basé sur le tableau de Jacob van Loo, Gemäldegalerie Alte Meister, 1780.

- Portrait de Maria Mattia Perini d'après Benefial[3]
- Portrait de Maria Antonia, Electrice douairière de Saxe d'après un autoportrait dessiné[3]
- Portrait de l'Archevêque Bonaventura Barberini[3]
- Portrait de Maria Josephina, Reine de Pologne[3]
- Portrait du Prince Xavier de Saxe[7]
- Monument funéraire du Cardinal Spinola[7]
- Philosophe; d'après Spagnoletto[7]
- La Gloire d'après Domenichino[7]
- Sibylle d'après Angelica Kauffman[7]
- Paris & Oenone d'après Van Loo[7]
- Adam et Eve chassés du Paradis d'après Albani[7]
- Le Christ et Saint Jean d'après Adrian Van der Werf[7]
- Le Christ apparaissant à Saint Thomas d'après Mattia Preti achevé par Jacques Firmin Beauvarlet[7]
- Femme turque et le Printemps d'après Dietrich[7]
- Un portrait de femme en buste, d'après C. Hutin (dans la galerie électorale de Dresde)[8]
- Vte Comtesse d'Einsie...[1]
- Portrait d'Auguste III, roi de Pologne, électeur de Saxe, d'après P. Rotari[1]
- Portrait de Marie Antoinette, électrice de Saxe et femme de Frédéric Ch..tien, d'après un pastel peint par elle-même[1]